# Estadio Universitario
Az Estadio Universitario a mexikói Új-León államban található monterreyi agglomeráció egyik labdarúgó-stadionja San Nicolás de los Garza város területén. Jelenleg a Tigres de la UANL otthona.

## Az épület
A stadion a szűken vett Monterrey város határán éppen kívül esik, San Nicolás de los Garza község területén található az Új-Leóni Autonóm Egyetem (UANL) épületegyüttesében. A 42 000 fő befogadóképességű stadionban található egész Latin-Amerika legnagyobb kivetítője (12,48 m × 8,6 m-es), rendelkezik 840 VIP-ülőhellyel és 120 fős, a sajtónak fenntartott lelátórésszel is. Mellette 3600 jármű számára elegendő parkolóhely van, de megközelíthető a Metrorrey nevű metróhálózat 2-es vonalán is.

## Története
A 23 millió peso költséggel épült stadiont 1967. május 30-án avatták fel. A helyiek szerint itt született meg a mexikói hullám 1984. szeptember 18-án, az 1–1-re végződő Mexikó–Argentína barátságos mérkőzésen. Két évvel később otthont adott a világbajnokság, 2011-ben pedig az U17-es labdarúgó-világbajnokság több mérkőzésének is.
Nem csak sporteseményeket, hanem koncerteket is rendeztek benne, fellépett itt többek között a Queen, Rod Stewart, a Guns N’ Roses, a The Rolling Stones, az Iron Maiden, a Coldplay, Shakira, az Aerosmith, a Metallica és a Kiss is.

## Világbajnoki mérkőzések a stadionban
| Dátum            | Csapat #1     | Eredmény | Csapat #2     | Forduló      | Nézőszám |
| ---------------- | ------------- | -------- | ------------- | ------------ | -------- |
| 1986. június 2.  | Marokkó       | 0–0      | Lengyelország | F csoport    | 19 900   |
| 1986. június 7.  | Lengyelország | 1–0      | Portugália    | F csoport    | 19 915   |
| 1986. június 17. | Marokkó       | 0–1      | NSZK          | Nyolcaddöntő | 19 800   |
| 1986. június 21. | NSZK          | 0–0      | Mexikó        | Nyolcaddöntő | 41 700   |